# Canto (metrica)
In poesia e in metrica il termine canto designa genericamente un componimento in versi e, più specificamente, un componimento lirico; oppure, in testi lunghi, indica ciascuna delle parti in cui si divide un poema o una sua cantica.

## Componimento
È il titolo di componimenti brevi destinati a essere cantati, come Il Canto degli Italiani di Goffredo Mameli musicato da Michele Novaro, ed è il titolo di raccolte di versi e di rime, come i Canti di Giacomo Leopardi e i Canti di Aleardo Aleardi.
In particolare, il canto carnascialesco è un componimento poetico isolato, che ha struttura metrica simile a quella di una ballata, ha carattere libero, è vivace e spesso scherzevole. Esso si intonava nelle mascherate di carnevale, specialmente a Firenze nel secolo XV e XVI. Composero canti carnascialeschi Lorenzo il Magnifico, Poliziano e altri.

## All'interno di poemi
Nella seconda accezione, svariati poemi sono composti da "canti", a partire dalla Divina Commedia di Dante Alighieri.
Altri esempi della letteratura italiana sono l'Orlando innamorato di Matteo Maria Boiardo, l'Orlando furioso di Ludovico Ariosto, la Gerusalemme liberata di Torquato Tasso, L'Adone di Giovan Battista Marino e La secchia rapita di Alessandro Tassoni.
Questo esempio è stato seguito anche in altre tradizioni letterarie, sia mantenendo il sostantivo italiano "canto", specie nei Paesi anglosassoni, sia il suo equivalente in altra lingua, come invece ne I Lusiadi di Luís de Camões, nell'Enriade di Voltaire o ne Il tempio di Cnido di Montesquieu.
The Cantos, infine, sono un vasto poema incompiuto di Ezra Pound (composto da 116 componimenti appunto detti "canti").